# 南瓦勒克 (阿拉斯加州)
南瓦勒克（英語：Nanwalek）是位於美國阿拉斯加州基奈半島自治市鎮的一個非建制地區和人口普查指定地區。根據2010年美國人口普查，該地人口為254人，而該地的面積約為22.10平方千米。

## 地理
南瓦勒克的座標為59°21′13″N 151°54′45″W / 59.35361°N 151.91250°W，而該地的平均海拔高度為29米（即95英尺）。